# Royal Military Police

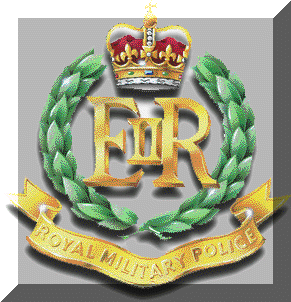
Ehemaliges Abzeichen der RMP

Die Royal Military Police (RMP) ist die Militärpolizei des britischen Heeres, der British Army. Umgangssprachlich werden die Mitglieder der RMP auch RedCaps genannt, was auf ihre roten Schirmmützen beziehungsweise Barette zurückzuführen ist. Die RMP wurde in zahlreichen Konflikten im 20. Jahrhundert eingesetzt und war auch in Afghanistan im Einsatz. Andere britische Teilstreitkräfte haben eigene Militärpolizeieinheiten.

## Auftrag
- Verkehrsregelung
- Militärische Sicherheit
- Gesetz und Ordnung
- Beweglichkeitsunterstützung
- Gefangenwesen
- Wahrung von Gesetz und Disziplin
- Erhebungen und Ermittlungen
- Untersuchungen von Straftaten und Kriegsverbrechen
- Objekt- und Personenschutz

## Organisation

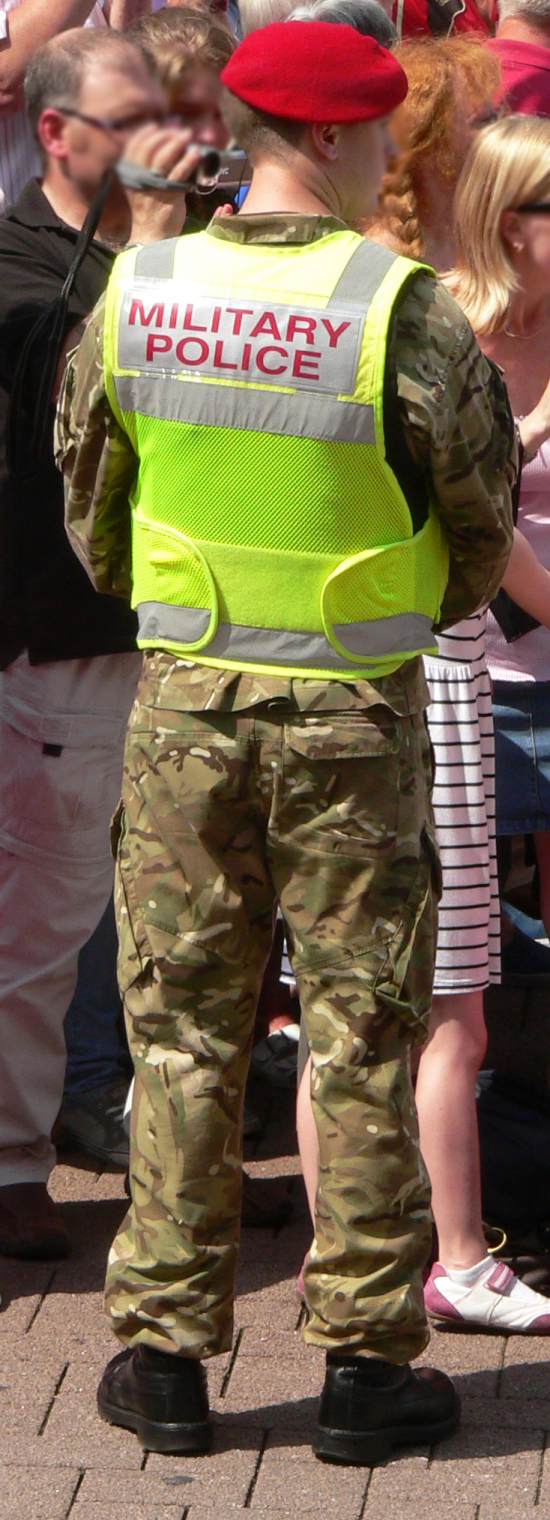
Angehöriger der Royal Military Police

Die Royal Military Police ist wie folgt organisiert: 

### Vereinigtes Königreich
- 3 Regiment RMP
  - 150 Provost Company
  - 158 Provost Company
  - 173 Provost Company
  - 174 Provost Company

- 4 Regiment RMP
  - 160 Provost Company
  - 116 Provost Company (Volunteers)
  - 253 Provost Company (Volunteers)

- 5 Regiment RMP
  - 101 Provost Company
  - 114 Provost Company
  - 243 Provost Company (Volunteers)
  - 252 Provost Company (Volunteers)

- 156 Provost Company

- Special Investigations Branch (UK)

### Deutschland
- 2 Regiment (1981–1994)

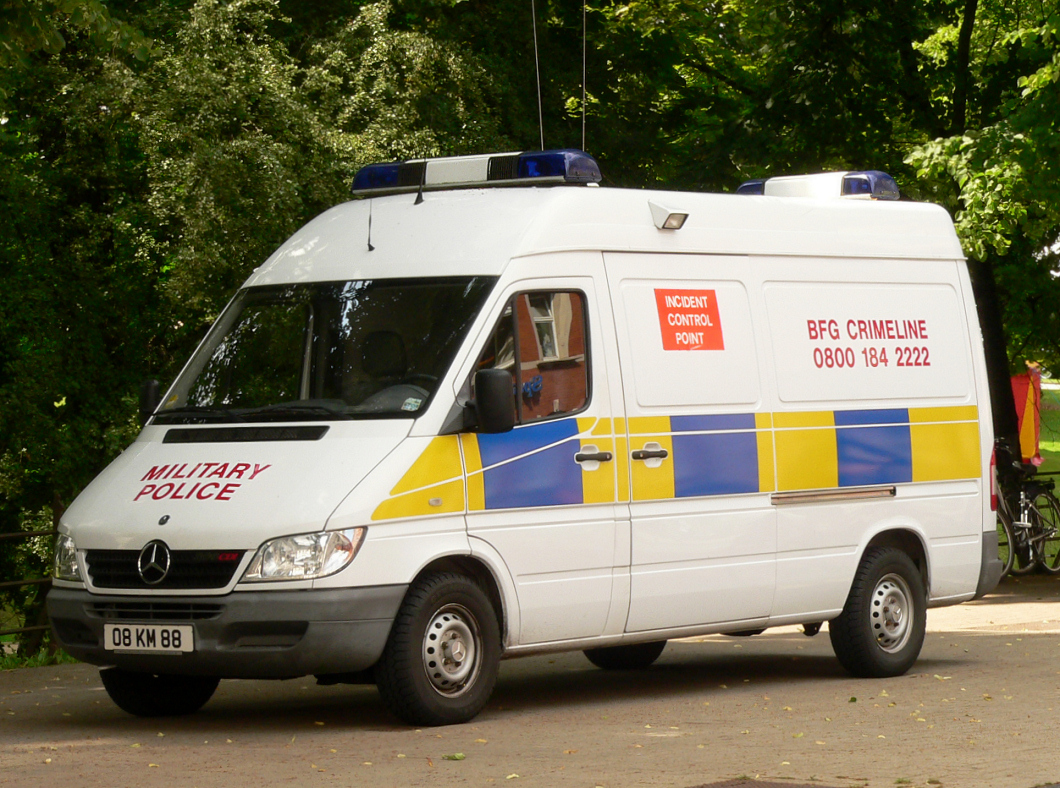
Einsatzfahrzeug mit halber Battenbergmarkierung

  - 246 Provost Company (Helmstedt Detachment)
  - 247 Provost Company (Standort: Berlin)
  - 248 German Security Unit (Standort: Berlin)

- 1 Regiment RMP
  - 110 Provost Company
  - 111 Provost Company

- Special Investigations Branch (G)

### Belize
- Belize Police Unit

### Brunei
- Brunei Police Unit

### Kanada
- British Army Training Unit Suffield (BATUS)

### Zypern
- Cyprus Joint Police Unit (CJPU)

### Gibraltar
- Joint Provost & Security Unit (JP & SU)